# 马回岭站

马回岭站位于江西省九江市柴桑区马回岭镇，是京九铁路的一座火车站，等级为四等站，距北京西站1350公里，距常平站965公里，本站及相邻上下行区间均为电气化区段。车站建于1911年，随南浔铁路投入使用，1996年并入京九线，现只办理货运，不办理客运业务。